# 巴達維亞共和國
| 欧洲低地国家的历史                                                                        | 欧洲低地国家的历史                                                                        | 欧洲低地国家的历史                                                                        | 欧洲低地国家的历史                                                                        | 欧洲低地国家的历史                                                      | 欧洲低地国家的历史                                                      | 欧洲低地国家的历史                                                      | 欧洲低地国家的历史                                                      | 欧洲低地国家的历史                                                      |
| ----------------------------------------------------------------------------------------- | ----------------------------------------------------------------------------------------- | ----------------------------------------------------------------------------------------- | ----------------------------------------------------------------------------------------- | ----------------------------------------------------------------------- | ----------------------------------------------------------------------- | ----------------------------------------------------------------------- | ----------------------------------------------------------------------- | ----------------------------------------------------------------------- |
| 弗里斯人                                                                                  |                                                                                           |                                                                                           | 贝尔盖人                                                                                  | 贝尔盖人                                                                | 贝尔盖人                                                                | 贝尔盖人                                                                | 贝尔盖人                                                                | 贝尔盖人                                                                |
|                                                                                           | 卡纳内 菲特人                                                                             | 沙马维人、土班特人                                                                        | 沙马维人、土班特人                                                                        | 比利时高卢 （前55年–约公元5世纪） 下日耳曼尼亚 （公元83年–约公元5世纪） | 比利时高卢 （前55年–约公元5世纪） 下日耳曼尼亚 （公元83年–约公元5世纪） | 比利时高卢 （前55年–约公元5世纪） 下日耳曼尼亚 （公元83年–约公元5世纪） | 比利时高卢 （前55年–约公元5世纪） 下日耳曼尼亚 （公元83年–约公元5世纪） | 比利时高卢 （前55年–约公元5世纪） 下日耳曼尼亚 （公元83年–约公元5世纪） |
|                                                                                           | 卡纳内 菲特人                                                                             | 撒利法兰克人                                                                              |                                                                                           | 巴达维人                                                                | 巴达维人                                                                |                                                                         |                                                                         |                                                                         |
| （无人定居） （约4世纪–5世纪）                                                            | （无人定居） （约4世纪–5世纪）                                                            | 撒克逊人                                                                                  | 撒利法兰克人 （约4世纪–5世纪）                                                            | 撒利法兰克人 （约4世纪–5世纪）                                          | 撒利法兰克人 （约4世纪–5世纪）                                          |                                                                         |                                                                         |                                                                         |
| 帕拉瓦王朝 （约6世纪–734年）                                                              | 帕拉瓦王朝 （约6世纪–734年）                                                              |                                                                                           | 法兰克王国 （481年–843年）—加洛林帝国 （800–843年）                                       | 法兰克王国 （481年–843年）—加洛林帝国 （800–843年）                     | 法兰克王国 （481年–843年）—加洛林帝国 （800–843年）                     | 法兰克王国 （481年–843年）—加洛林帝国 （800–843年）                     | 法兰克王国 （481年–843年）—加洛林帝国 （800–843年）                     | 法兰克王国 （481年–843年）—加洛林帝国 （800–843年）                     |
| 帕拉瓦王朝 （约6世纪–734年）                                                              | 帕拉瓦王朝 （约6世纪–734年）                                                              | 奥斯特拉西亚 （511年–687年）                                                              |                                                                                           |                                                                         |                                                                         |                                                                         |                                                                         |                                                                         |
|                                                                                           |                                                                                           |                                                                                           |                                                                                           |                                                                         |                                                                         |                                                                         |                                                                         |                                                                         |
|                                                                                           |                                                                                           |                                                                                           |                                                                                           |                                                                         |                                                                         |                                                                         |                                                                         |                                                                         |
| 中法兰克王国 （843年–855年）                                                              | 中法兰克王国 （843年–855年）                                                              | 中法兰克王国 （843年–855年）                                                              | 中法兰克王国 （843年–855年）                                                              | 中法兰克王国 （843年–855年）                                            | 西 法兰克王国 （843年–）                                                |                                                                         |                                                                         |                                                                         |
| 洛泰尔王国 （855年–959年） 下洛塔林吉亚公国 （959年–）                                    |                                                                                           |                                                                                           |                                                                                           |                                                                         | 西 法兰克王国 （843年–）                                                |                                                                         |                                                                         |                                                                         |
| 弗里西亞                                                                                  |                                                                                           |                                                                                           |                                                                                           |                                                                         |                                                                         |                                                                         |                                                                         |                                                                         |
| 弗里西亚 自由时期 （11世纪–16 世纪)                                                       | 荷兰 伯国 （880年– 1432年）                                                               | 乌得勒支 主教区 （695年–1456年）                                                          | 布拉班特 公国 （1183年–1430年） 海尔德 公国 （1046年–1543年）                             | 布拉班特 公国 （1183年–1430年） 海尔德 公国 （1046年–1543年）           | 佛兰德 伯国 （862年– 1384年）                                           | 埃诺 伯国 （1071年– 1432年） 那慕尔 伯国 （981年– 1421年）              | 列日 主教区 （980年– 1794年）                                           | 卢森堡 公国 （1059年– 1443年）                                          |
|                                                                                           | 勃艮第属尼德兰 （1384年–1482年）                                                          |                                                                                           |                                                                                           |                                                                         |                                                                         |                                                                         |                                                                         |                                                                         |
|                                                                                           | 哈布斯堡尼德兰 （1482年–1795年） （1543年后称十七省）                                     |                                                                                           |                                                                                           |                                                                         |                                                                         |                                                                         |                                                                         |                                                                         |
| 尼德兰七省共和国 （1581年–1795年）                                                        | 尼德兰七省共和国 （1581年–1795年）                                                        | 尼德兰七省共和国 （1581年–1795年）                                                        | 尼德兰七省共和国 （1581年–1795年）                                                        | 西属尼德兰 （1556年–1714年）                                            | 西属尼德兰 （1556年–1714年）                                            | 西属尼德兰 （1556年–1714年）                                            |                                                                         |                                                                         |
|                                                                                           |                                                                                           |                                                                                           |                                                                                           | 奥属尼德兰 （1714年–1795年）                                            |                                                                         |                                                                         |                                                                         |                                                                         |
|                                                                                           |                                                                                           |                                                                                           |                                                                                           | 比利时合众国 （1790年）                                                 | 比利时合众国 （1790年）                                                 | 比利时合众国 （1790年）                                                 | 列日 共和国 （1789年– 1791年）                                          |                                                                         |
|                                                                                           |                                                                                           |                                                                                           |                                                                                           |                                                                         |                                                                         |                                                                         |                                                                         |                                                                         |
| 巴达维亚共和国 （法国傀儡国，1795年–1806年） 荷兰王国（法） （法国傀儡国，1806年–1810年） | 巴达维亚共和国 （法国傀儡国，1795年–1806年） 荷兰王国（法） （法国傀儡国，1806年–1810年） | 巴达维亚共和国 （法国傀儡国，1795年–1806年） 荷兰王国（法） （法国傀儡国，1806年–1810年） | 巴达维亚共和国 （法国傀儡国，1795年–1806年） 荷兰王国（法） （法国傀儡国，1806年–1810年） | 属法兰西第一共和国 （1795年–1804年） 属法兰西第一帝国 （1804年–1815年） | 属法兰西第一共和国 （1795年–1804年） 属法兰西第一帝国 （1804年–1815年） | 属法兰西第一共和国 （1795年–1804年） 属法兰西第一帝国 （1804年–1815年） | 属法兰西第一共和国 （1795年–1804年） 属法兰西第一帝国 （1804年–1815年） | 属法兰西第一共和国 （1795年–1804年） 属法兰西第一帝国 （1804年–1815年） |
|                                                                                           |                                                                                           |                                                                                           |                                                                                           |                                                                         |                                                                         |                                                                         |                                                                         |                                                                         |
| 联合尼德兰主权公国 (1813年–1815年)                                                        |                                                                                           |                                                                                           |                                                                                           |                                                                         |                                                                         |                                                                         |                                                                         |                                                                         |
| 荷蘭聯合王國 （1815年–1830年）                                                            | 荷蘭聯合王國 （1815年–1830年）                                                            | 荷蘭聯合王國 （1815年–1830年）                                                            | 荷蘭聯合王國 （1815年–1830年）                                                            | 荷蘭聯合王國 （1815年–1830年）                                          | 荷蘭聯合王國 （1815年–1830年）                                          | 荷蘭聯合王國 （1815年–1830年）                                          | 荷蘭聯合王國 （1815年–1830年）                                          | 卢森堡 大公国 (1815年–)                                                 |
| 荷兰王国 （1839年–今）                                                                    | 荷兰王国 （1839年–今）                                                                    | 荷兰王国 （1839年–今）                                                                    | 荷兰王国 （1839年–今）                                                                    | 比利时王国 （1830年–今）                                                | 比利时王国 （1830年–今）                                                | 比利时王国 （1830年–今）                                                | 比利时王国 （1830年–今）                                                | 卢森堡 大公国 (1815年–)                                                 |
|                                                                                           |                                                                                           |                                                                                           |                                                                                           |                                                                         |                                                                         |                                                                         |                                                                         | 卢森堡 大公国 （1890年–今） （完全独立）                                |

巴達維亞共和國（荷蘭語：Bataafse Republiek）是1795年到1806年期間，在現在的荷蘭領土上建立的一個法蘭西第一共和國的傀儡國，其前身是荷蘭共和國。1806年，改制為荷蘭王國，拿破仑的弟弟路易·波拿巴任国王。但是四年之后，荷兰王国被并入法兰西帝国。1813年，随着拿破仑在莫斯科战役和莱比锡战役的失败，荷兰人民开展抗法戰爭。1813年11月，奧蘭治親王威廉六世在斯海弗宁恩登陆，1815年3月16日，荷兰联合王国宣布成立，威廉六世登基為第一任国王威廉一世。

## 背景
當第四次英荷戰爭（1780-1784年）爆發之時，荷蘭因為長年的軍備廢弛，無法抵禦英國海軍而遭到慘敗。面對國家地位的崩潰與海上帝國的瓦解，荷蘭的愛國黨人在1787年發動荷蘭愛國者革命，以反對當時執政威廉五世的無能統治。同年9月13日，普魯士國王腓特烈·威廉二世為了保護他的妹妹威廉·明娜，也就是威廉五世之妻而入侵聯省共和國，聯省共和國各省在普魯士軍隊入侵下紛紛投降，於是威廉五世復辟。戰後多數愛國黨人流亡法國，而舊政權也就是執政的奧蘭治家族，則通過法律加強自身權力，建立有效的中央集權政府（但卻無法挽回民心）。

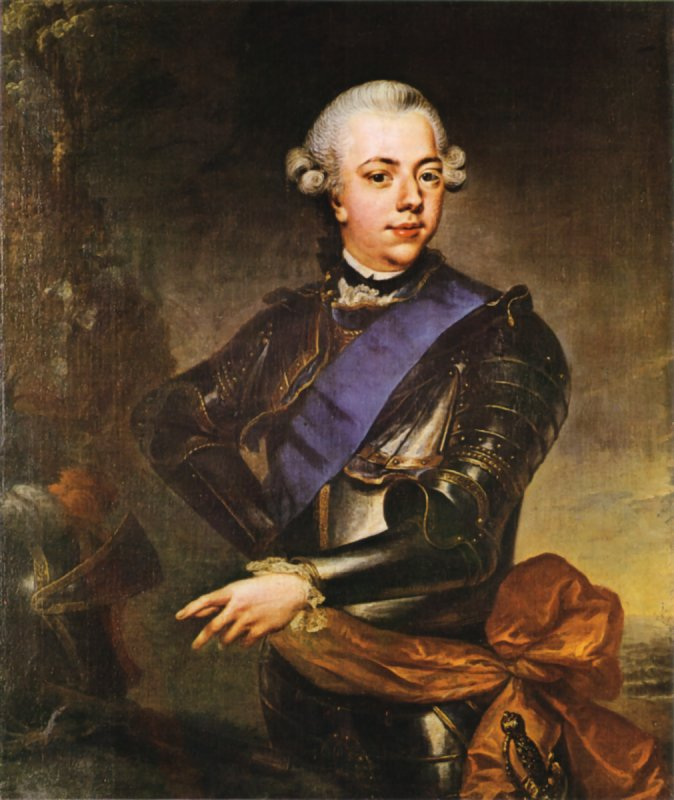
荷蘭執政－威廉五世

數年後法國大革命爆發，當時的政治意識形態深受這些流亡的荷蘭愛國人士影響，同時也加強他們自身對革命的認同，並且當法國大革命向外開始傳播時，這些愛國人也加入革命的行伍之中，並且希望能夠把自由帶回自己的祖國，而身處荷蘭的執政－奧蘭治家族則加入了第一次反法同盟，以阻擋法國大革命的浪潮席捲荷蘭。

## 成立
這場戰爭也是執政家族慘敗的一場戰爭，在1794-1795年，法軍在讓-夏爾·皮舍格呂將軍的率領之下與荷蘭的赫爾曼·威廉·丹德爾斯將軍特遣部隊聯手，穿越已經結凍的河川直撲尼德蘭地區，法國在人口上遠比荷蘭具有優勢，且荷蘭內部有部分人民認為是一場解放戰爭，法軍迅速的擊敗執政家族以及英奧盟友的軍隊。在法軍佔領大部分的城市時，各大城市紛紛響應，爆發反奧蘭治的起義。後成立革命委員會接管當地甚至中央政府，直至法軍到來。1795年1月18日威廉立刻乘船避至英國。

## 新的共和
儘管法國人自認是荷蘭的救星，但他們的行為看起來比較像侵略者，經過激烈的談判之後法荷雙方決定建立新的共和國－巴達維亞，這個名字是源於古代的一支日耳曼部落，而他們古代就居住在荷蘭這塊地區，雙方在1795年5月16日簽訂條約，巴達維亞的地位由法蘭西第一共和所保障，在條約中巴達維亞必須割讓領土以及負擔巨額賠款，法國駐紮兩萬五千人肩負著荷蘭的安全責任，這些都意味著新的共和國不過就是法國的傀儡政權...，一切外交和軍事的決策權都在法國的掌握之下，並且附帶攻守同盟的條款，而原本的荷蘭共和國（七省共和國）現在則聽命於英國，而巴達維亞的經濟政策的實行都必須知會法國，因此新的共和並不代表荷蘭失去一切自主的權力（跟日後納粹的統治有極大的差別），荷蘭革命家的改革受到人民相當的期待，畢竟受到大環境的政治現實是他們處於法國大革命的時代，改革的政策主要是針對人民的需求以及期望，儘管當時法國人在附庸國伴著如同羅馬時代執政官的角色。

### 國家議會改革

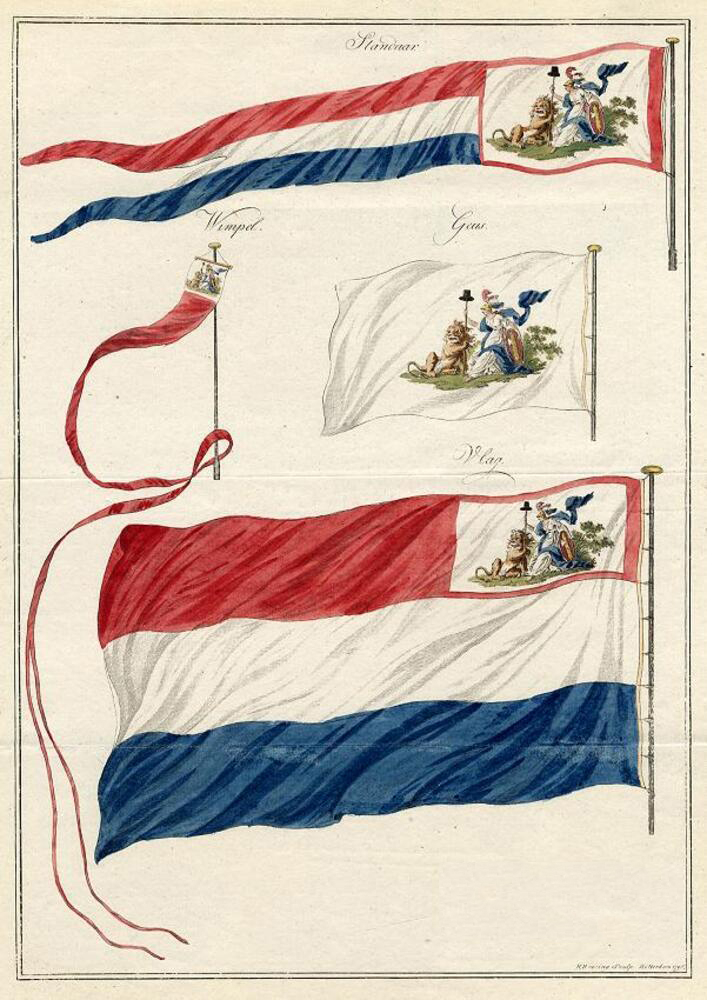
巴達維亞的國旗與信號旗，最大的特點在於上面的荷蘭少女

最初革命者在過渡期間直接沿用舊共和國的憲政體制，1787年愛國者革命存活的流亡份子返國，他們清洗了議會並且重新召開會議，取代一切舊有奧蘭治家族所遺留下的規矩，雖然把國家改頭換面了一番，但是最大的不同仍是人事上的改變，目的很明顯是在維護自身利益，顧及商業上的利益這些革命者開始提議重新回到邦聯體制，然而因為歧視各分子邦和少數民族（例如：猶太人），新的共和國其實反到堪稱為單一制國家...，然而為了利益已被民主政體所取代，少數民族反而能夠趁機翻身，為了達到邦聯國家的目的，他們的第一步就是賦予布拉班省進入新的國家議會。然而隔年的夏天基層的民主運動悄然開始，成員來至於社會上俱樂部的上流人士，以及各地分部會議（wijkvergaderingen），政府即將面臨嚴苛的考驗，民主運動藉著一般集會的形式流行起來，各地的省政府以及市政府也加緊查緝，同年秋天國家議會和平的完成改組，官方聲稱"一切都是為了憲政"，巴達維亞國家議會被賦予完整的行政能力，以及立法和組織公家機關的權力，這些措施最初的阻力來自於保守派，以至於官方在佛里斯蘭省和格羅寧根省以武力鎮壓反對派份子，議會最後終於在1796年3月1日於海牙召開。

### 憲法改革
就如改革舊的國家議會般，新的國家議會面臨幾個勢力之間的相互衝突：首先是領導主張民主（統一）的勢力，連同以前主張聯邦制的勢力。然而在這兩個勢力之間觀點還是有紛爭的，聯邦派的勢力佔居上風，保守的聯邦派勢力善於議事規則，雙方摩擦所產生的衝突氛圍中，民主派主張關注民眾以及議會之外的政治走向，1796年冬季新的國家議會籌組了憲法委員會，他們提交一份報告主張聯邦制的維持，雙方僵持部下最後憲法草案竟然朝完全相反的方向修改，在多次的協調之下新的憲法草案中於定案，新的議會也開始討論一些其他的事情，例如：政教分離原則以及少數民族的地位，不得已的情況下轉變成為兩院制的國會，也同時實施間接選舉，行政體系如同法國督政府有五位執政，整整狀況下憲法的修正宛如公元1795年的法國第一共和憲法，1797年5月10日全案被批准通過。
整部憲法草案受到法國大使的影響甚鉅，然而他也提出了一個使政權最後垮台的建議，把國家議會的制度恢復到前共和國時代的制度，與此同時法國發生政變也影響到巴達維亞，法國被激進派掌權以至於巴達維亞之後一段時間問題叢生以及政局變幻多忖，聯邦派的勢力趁機在國家議會中取得多數，1797年12月12日新國會發布43條宣言，之後被通過的憲法被其中九條宣言影響甚鉅。在宣言發布後事情進展的很快，法國派了一位新的激進派大使，他的手段讓其他勢力不敢造次，政變手段被凸顯出來是多餘的，隨後他向法國使館的書記官致函而取得更大的權力，他指派五十位激進派人士仿效法國而自行籌組國民制憲議會，所有提案均依照激進派的方針制定，而國民議會中其他勢力的成員大多被逮捕（最重要的就是聯邦派的勢力被剷除），各省的主權能力均遭廢除，再有不同意見的議員也都遭到驅逐，「臨時執行約法」被通過，最後憲法委員會被裁減到七人。
現在憲法的議題不過就是法國人消遣的項目而已，1797年10月到1798年1月憲法委員會一直在討論最後的結果該如何，但倒是決定把奧蘭治家族的支持者從選舉名冊中刪除，這個結果就是導致該年一月發生了政變，法國大使在任何情況下都婉言拒絕憲法委員會的提案，並且拒絕以下三點原則：首先是普選權（實施選舉的財產限制）、修憲的期間延長為五年，以及最後分隔國家議會的兩個院，這兩個院都各有立法基礎，然而沒想到的是修憲期間的延長有助於憲政的穩定以及賦予兩院各有立法的權力，這些反到變成後世可以接受的憲政原則。
新憲法解決自1785年以來，在愛國者革命中的愛國者的理念，現在他們取得了官位不在位居閒職，還可以向官員問責，他們奉行經濟自由主義（和前共和國時代主張的重商主義剛好相反），在此之前經濟的主張早就爭論已久，愛國者們廢除了行會以及消除貿易障礙，就制度由省級單位負責財政現在被國家取代，行政單位由五位執政主導並設有八個部會執行國家的各種事務：外交部、內政暨警察部、法務部、財政部、戰爭部、海軍部、國家教育部、國家經濟部。
英國史學家西蒙·沙瑪：「其核心目標在於改變荷蘭的國家性質以及強調其配合性，改變選舉制度使新血能夠流入。」，法國如此建設巴達維亞共和國，很重要的目的是在於他必須建立一個模範，讓之後的附庸國能夠效仿。儘管一月政變象徵對新憲法的批評，然而新憲法仍然於焉實行，法國也以他們自認更為「安全」的方式對巴達維亞武裝，同年3月17日實行公民投票以展現他們是個「民主」國家，以153913贊成對11587反對的結果使巴達維亞憲法生效。

### 執政
伴隨著憲法制定的成功，掌權的激進派決定擴張其勢力，現在他們的正當性已經很脆弱，因為他們的政權是靠篡奪而取得的，他們也失去那些議員們的支持了，不理智的雅各賓派連連做出錯誤的抉擇，反對派決定成立另一個俱樂部以削弱其政治基礎，進而使他們疏遠其熱情的支持者，另一方面激進派還把反對列入反革命份子，並將其從選舉名冊中刪除，此舉無異於為其政治版圖自掘墳墓，甚至連自己的支持者都被剝奪權力，多數人民為了反擊食言而肥的新政權，決定成立新的議會－人民代表大會。

#### 政變模式

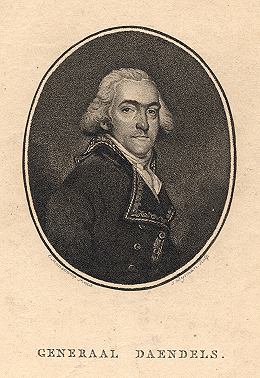
赫爾曼威廉（1762–1818）

當時的法國外交部長查理·莫里斯·德·塔列蘭-佩里戈爾，因為他同情荷蘭的反對派所以決定召回駐荷大使，而他使用的原因是該名大使收取傭金，而他在使館的同是秘書長朱伯特也不滿激進派的大清洗政策來剷除異己，最後新的決議是設立執政團來執政，1798年政變爆發，其假裝邀請德拉克洛瓦以及其他三位執政，刺客向有外交豁免權的大使之胸部開槍射擊，人民代表大會的成員被逮捕。
德拉克洛瓦政權在此次政變垮台後，新憲法終於得以實施，而臨時約法在過渡期間暫代效力，7月31日重新組織選舉並且召開人民代表大會，八月時撤換所有的執政，先前那些激進派制定的憲法，終於讓新的政策可以實施，這次的革命讓六月政變更像是次革命，這次的新政權迅速釋放在一月以及六月政變被逮捕的人，此舉使新政權受人民的支持，而人民代表大會也重新召開。
新的政權很快就發現，要改變不如先讓立法機關修法，因為憲法表現出來的都是間接民主的精神，在這段期間憲法所發揮的效力，會有代表行使複決權使各自支持的人進入入主行政機關，當然也會讓人民一同參與政治，然而這是因為國家立基於共和的基礎之上，所以倚靠不正規的政權取得方式會讓自身職政會有困難，新憲法把荷蘭轉變成單一至國家還是讓在選舉中的人民感到反感，與人民所期待的創新格局，新政局還是背道而馳的走向保守之路。
憲法首先明文規範了執政團的年齡限制，這一點有利於愛國者執政（因為他們在前共和國時代革命時年紀就很大了），當時移居荷蘭的土耳其青年飽受長年的輕視，而他們被任命為執行官，在此之後幾年長執政團傾向保守，以致認真積極的執行官們開始和政府的行政機關發生衝突，掌權者開始蓄意把認同以往聯邦體制的支持者清算，為了厲行單一制國家巴達維亞劃分成三個省分：阿姆斯丹（阿姆斯特丹及其周圍地區）、德克斯（荷蘭北部）以及達夫（荷蘭南部），在通常狀況下就是把幾個省份相互合併，其目的在於中央政府可以有效的掌握全國的所有單位。
當然這樣的組織重組並未改變人民效忠舊共和的念頭，在任何情況下這些新組成的行政部門是選舉產生。1799年3月第一次行政部門的選舉，其角色和地位就是為了執行中央政府所賦予的任務來執行，通常選舉可以使人民維持僅有的秩序，愛國者為了轉移人民的目標，開始嘗試和其他派系締造民族團結的現象，單然終極目標仍是在維持單一制國家的現象。

## 延伸閱讀
- Palmer, R. R. . The Journal of Modern History. 1954-03, 26 (1): 15–35  [2021-01-19]. ISSN 0022-2801. doi:10.1086/237660. （原始内容存档于2021-09-16） （英语）.

## 外部連結
- Staatsregeling voor het Bataafsche Volk （页面存档备份，存于） （荷兰文）